# Rotten Apples
Rotten Apples es un álbum recopilatorio de grandes éxitos del grupo musical estadounidense The Smashing Pumpkins. Fue lanzado el 20 de noviembre de 2001 junto con el álbum recopilatorio de lados-b y rarezas Judas 0.

## Lista de canciones
Existen dos versiones de Rotten Apples: una fue exclusivamente lanzada en Estados Unidos e incluye "Landslide" en reemplazo de "Try, Try, Try", la cual se encuentra en la versión internacional del álbum recopilatorio.

### Edición de Estados Unidos
1. "Siva" – 4:21
2. "Rhinoceros" – 5:53
3. "Drown" – 4:30
4. "Cherub Rock" – 4:59
5. "Today" – 3:22
6. "Disarm" – 3:18
7. "Landslide" – 3:10
8. "Bullet With Butterfly Wings" – 4:17
9. "1979" – 4:23
10. "Zero" – 2:41
11. "Tonight, Tonight" – 4:15
12. "Eye" – 4:54
13. "Ava Adore" – 4:21
14. "Perfect" – 3:22
15. "The Everlasting Gaze" – 4:02
16. "Stand Inside Your Love" – 4:13
17. "Real Love" – 4:10
18. "Untitled" – 3:51

### Edición internacional
1. "Siva" – 4:21
2. "Rhinoceros" – 5:53
3. "Drown" – 4:30
4. "Cherub Rock" – 4:59
5. "Today" – 3:22
6. "Disarm" – 3:18
7. "Bullet With Butterfly Wings" – 4:17
8. "1979" – 4:23
9. "Zero" – 2:41
10. "Tonight, Tonight" – 4:15
11. "Eye" – 4:54
12. "Ava Adore" – 4:21
13. "Perfect" – 3:22
14. "The Everlasting Gaze" – 4:02
15. "Stand Inside Your Love" – 4:13
16. "Try, Try, Try" – 5:09
17. "Real Love" – 4:10
18. "Untitled" – 3:51

- Datos: Q2292814